# Japanische Kopfeibe
Die Japanische Kopfeibe oder Japanische Pflaumeneibe (Cephalotaxus harringtonia) ist eine der elf Pflanzenarten aus der Gattung der Kopfeiben (Cephalotaxus), der einzigen Gattung der Familie der Kopfeibengewächse (Cephalotaxaceae). In Europa wird diese Art als Zierpflanze in Parks und Gärten genutzt, es gibt auch einige Kulturformen. Die Art ist nach dem Earl of Harrington benannt, der sie wohl als Erster in Europa ab 1829 angepflanzt hat.

## Beschreibung
Die Japanische Kopfeibe ist ein kleiner immergrüner Baum oder Strauch, der Wuchshöhen bis zu 10 Metern erreicht. Die graue Borke schält sich in dünnen Längsstreifen ab. Die Zweige sind erst grün und später rötlich braun. Die Nadeln sind etwa 3 cm lang und 2 bis 3 mm breit.
Es ist eine zweihäusige (diözische) Art. Sie blüht von März bis April und die Samen beginnen ab September des folgenden Jahres zu reifen.
Die Samen werden etwa 2 Zentimeter lang. Die Samen sind von einem Samenmantel (Arillus) umgeben. Der Arillus ist hellbraun (nussbraun), er hat eine ovale Form und ist etwa 3 Zentimeter lang.

## Verbreitung
Diese Art ist in Japan beheimatet. Ihr Areal reicht von Kyushu bis Hokkaidō, mit einem Schwerpunkt auf Honshū.

## Systematik

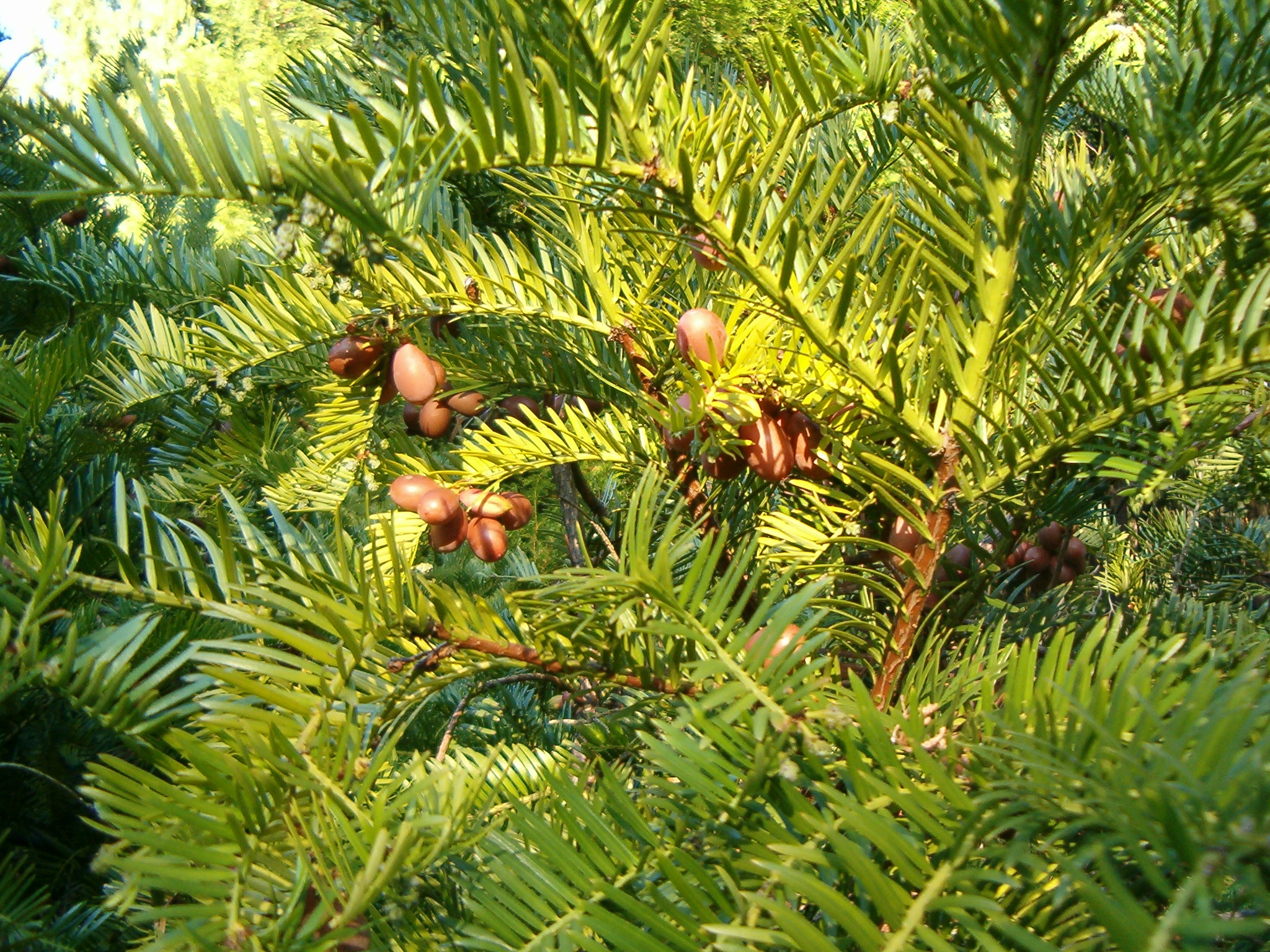
Zweig mit reifen Samen

1839 wurde die heute als Nominatform Cephalotaxus harringtonia var. harringtonia angesehene Pflanze vom englischen Gärtner Joseph Knight veröffentlicht im Werk Pinetum woburnense des englischen Gärtners James Forbes unter dem Namen (Basionym) Taxus harringtonia beschrieben und damit der Gattung Taxus zugeordnet. Das akzeptierte Taxon Cephalotaxus harringtonia (Knight ex Forb.) K.Koch wurde 1873 vom deutschen Botaniker Karl Heinrich Emil Koch in Dendrologie, Band 2, 2, Seite 102 veröffentlicht. Weitere Synonyme für Cephalotaxus harringtonia (Knight ex Forb.) K.Koch sind: Cephalotaxus drupacea Siebold & Zucc., Cephalotaxus pedunculata Siebold & Zucc., Cephalotaxus drupacea var. pedunculata (Siebold & Zucc.) Miq., Cephalotaxus drupacea var. harringtonia (Knight ex J.Forbes) Pilg., Cephalotaxus mannii Hook. f., Cephalotaxus sinensis (Rehder & E.H.Wilson) H.L.Li, Cephalotaxus wilsoniana Hayata.
Es werden je nach Autor bis zu vier Varietäten unterschieden:
- Cephalotaxus harringtonia var. drupacea (Siebold & Zucc.) Koidz.
- Cephalotaxus harringtonia (Knight ex Forb.) K.Koch var. harringtonia
- Cephalotaxus harringtonia var. koreana (Nakai) Rehder
- Cephalotaxus harringtonia var. nana (Nakai) Rehder: Sie hat kürzere Nadeln und kleinere Früchte als der Typus. Sie bevorzugt steile Standorte.

## Zuchtformen
- ‘Fastigiata’: Straff aufrechter, säulenartiger Wuchs, wird etwa 2 Meter hoch und etwa 60 bis 90 Zentimeter breit. Die Nadelblätter sind zurückgebogen und stehen spiralig.
- ‘Nana’: Eine unter 1 Meter bleibende Form mit niederliegendem Wuchs; die dem Boden aufliegenden Zweige können anwurzeln.
- ‘Prostrata’: Mit polsterförmigem Wuchs, wird etwa 60 Zentimeter hoch und 1,2 Meter breit.[2]